# アップルサイダードーナツ

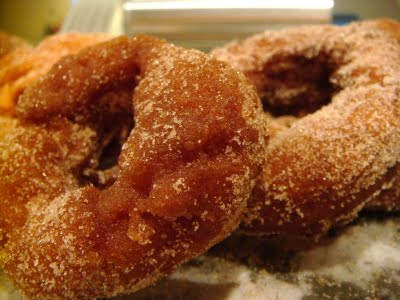
シナモンを振ったアップルサイダードーナツ

アップルサイダードーナツ、アップルサイダードーナッツ（英語: apple cider doughnuts）は、アメリカ合衆国東海岸発祥のドーナツ。アップルサイダーを使ったドーナツである。
アメリカ合衆国およびカナダの多くではアップルサイダーを単に「サイダー」と呼ぶため、サイダードーナツ（cider doughnuts）とも呼ばれる。

## 概要
リンゴの産地であるアメリカ合衆国東海岸では、リンゴの収穫時期にリンゴ農家のおやつとして作れらるほか、アメリカのダイナーでも定番メニューの1つである。
各家庭でもよく作られており、使用する小麦粉の種類（薄力粉、強力粉の違い）や分量などに細かい決まりはない。市販のアップルサイダーではなく、自家製のアップルサイダーやリンゴのすりおろしジュレを使うこともある。

## 日本での普及
日本での知名度は低いが、北海道壮瞥町など日本のリンゴの産地で特産品としてアップルサイダードーナツを普及させようという動きがある。壮瞥町では、ドーナツを熊の顔をチョコレートとマシュマロ、ドーナツ生地でかたどったくまドーナツを販売している。